# Lagocephalus
A Lagocephalus a sugarasúszójú halak (Actinopterygii) osztályába, ezen belül a gömbhalalakúak (Tetraodontiformes) rendjébe és a gömbhalfélék (Tetraodontidae) családjába tartozó nem.

## Rendszerezés
A nembe az alábbi  fajok tartoznak:
- Lagocephalus gloveri
- Lagocephalus guntheri
- Lagocephalus hypselogeneion
- Lagocephalus inermis
- Lagocephalus laevigatus
- Lagocephalus lagocephalus
- Lagocephalus lunaris
- Ezüst csikóhal (Lagocephalus sceleratus)
- Lagocephalus spadiceus
- Lagocephalus suezensis
- Lagocephalus wheeleri